# Ensemble Micrologus
Ensemble Micrologus ist eine italienische Musikgruppe, die sich auf die Musik des Mittelalters in historischer Aufführungspraxis spezialisiert hat.

## Geschichte und Stil
Ensemble Micrologus wurde 1984 gegründet. Namensgebend war ein musiktheoretisches Werk aus dem 11. Jahrhundert, der Micrologus. Die Gründungsmitglieder kannten sich durch die mehrjährige Beteiligung am Calendimaggio-Mittelalterfestival in Assisi, Italien. Gründungsmitglieder waren:
- Patrizia Bovi (Gesang, Harfe)
- Adolfo Broegg (Laute, Psalterium, Citole, † 2006)
- Goffredo Degli Esposti (Flöte, Bombarde, Sackpfeife)
- Gabriele Russo (Fidel, Rebec, Lyra)

Weitere projektbezogene Mitglieder des Ensembles sind Mauro Borgioni (Gesang, Zimbel), Gabriele Miracle (Psalterium, Tamburin), Ulrich Pfeifer (Gesang, Drehleier) und Enea Sorini (Gesang, Percussion, Psalterium). 
Das Repertoire von Ensemble Micrologus umfasst religiöse und säkulare Musikstücke aus der Zeit zwischen dem 12. und dem 16. Jahrhundert. Die Gruppe spielt auf Rekonstruktionen alter Instrumente und setzt auch zeitgenössische Kostüme und Bühnendekorationen ein. Außerdem unterrichtet die Gruppe in verschiedenen Bildungseinrichtungen sowie im Ensemble-eigenen Kulturzentrum Centro Studi Europeo di Musica Medievale Adolfo Broegg mittelalterliche Musik.
1991 erstellte das Ensemble Micrologus den Soundtrack zum Film Mediterraneo.

## Auszeichnungen
- 1996: Diapason d’or de l’année (für das Album Landini e la Musica Fiorentina)
- 1999: Diapason d’or de l’année (für das Album Alla Napolitana)
- 2000: Best Recording of the Year (Goldberg Magazine, für Cantico della Terra)

## Diskographie (Auswahl)
- 1989: Amor mi fa cantar. Musica italiana del primo trecento (Quadrivium)
- 1991: Cantigas de Santa Maria. XIII secolo (Quadrivium)
- 1994: Landini e la Musica Fiorentina (Opus 111)
- 1997: O Yhesu Dolce (Opus 111)
- 1998: Alla Napolitana (Opus 111)
- 1999: Cantico Della Terra (Opus 111)
- 2000: Cantico della Terra (Opus 111)
- 2000: D'Amor Cantando: 14th Century Venetian Madrigals and Ballads (Opus 111)
- 2004: Le Jeu De Robin Et Marion (Zig Zag Territoires)
- 2005: Alla Festa Leggiadra (Micrologus)
- 2007: Myth – The Music (Ed. Disc. Micrologus)
- 2007: Maggio Valente (ORF Alte Musik)
- 2010: Llibre Vermell de Montserrat (Discant)
- 2014: Gloria et Malum (Baryton)